# Joachim Ziesche
Joachim Ziesche (* 3. Juli 1939 in Dresden) ist ein ehemaliger deutscher Eishockeyspieler (Stürmer) und -trainer. Mit der Eishockeynationalmannschaft der DDR nahm er als Spieler an insgesamt neun Weltmeisterschaften und den Olympischen Winterspielen 1968 teil. Nach seinem Karriereende war er bis 1990 parallel DDR-Nationaltrainer und Cheftrainer des SC Dynamo Berlin. Als Spieler und Trainer  des SC Dynamo Berlin wurde er insgesamt 15 Mal DDR-Meister.
Sein Sohn Steffen Ziesche ist ebenfalls ein ehemaliger Eishockeyspieler (Stürmer).

## Karriere
Joachim Ziesche begann mit dem Eishockeysport 1952 (oder 1954) bei der BSG Einheit Berliner Bär. 1957 wurde er zum SC Dynamo Berlin delegiert, für den er bis 1970 spielte und dabei 284 Tore und 370 Scorerpunkte in 179 Spielen erzielte. Besonders bemerkenswert waren seine acht Tore in einem Spiel (zwei Mal) sowie insgesamt 44 Hattricks im Laufe seiner Karriere. 1963 erhielt er ein Vertragsangebot aus der National Hockey League – ein Wechsel ins Ausland wurde jedoch durch den DDR-Eishockeyverband nicht genehmigt. Mit Dynamo Berlin wurde er als Spieler 1966, 1967 und 1968 DDR-Meister.
Er gehörte als Spieler beständig zu den erfolgreichsten Torschützen (Topscorern) bei internationalen Turnieren. Ziesche bestritt 197 Länderspiele für die DDR. Als Spieler nahm er an acht A-Weltmeisterschaften und einer B-WM sowie 1968 an den Olympischen Winterspielen in Grenoble teil. 1966 gewann er mit der DDR die – nachträglich verliehene – Bronzemedaille der Eishockey-Europameisterschaft.
Nach seiner aktiven Karriere betreute er von 1970 bis 1989 als Trainer den SC Dynamo Berlin und gewann mit seiner Mannschaft 12 Meisterschaften. Er war außerdem 1970 bis 1976 (zusammen mit Klaus Hirche) und 1980 bis 1990 (zusammen mit Hartmut Nickel) Cheftrainer der DDR-Nationalmannschaft. Weitere Trainerstationen waren in der Saison 1992/93 der SC Riessersee und ab Dezember 1994 als Nachfolger von Jaroslav Walter die Eisbären Berlin.

## Ehrungen
Im Juni 1970 wurde Joachim Ziesche in Berlin der Ehrentitel Verdienter Meister des Sports verliehen. Seit 2004 hängt seine Trikotnummer unter dem Dach des Berliner Wellblechpalastes. Für seine Verdienste im Sport wurde er 1990 mit der Aufnahme in die Hall of Fame Deutschland und 1999 mit der Aufnahme in die IIHF Hall of Fame geehrt.